# Дуйсбургский филармонический оркестр
Дуйсбургский филармонический оркестр (нем. Duisburger Philharmoniker, до 2001 г. Дуйсбургский симфонический оркестр, нем. Duisburger Sinfoniker) — германский симфонический оркестр, базирующийся в Дуйсбурге. Датой его рождения считается 1 августа 1877 года, когда дирижёр Герман Брандт был назначен на должность городского капельмейстера и перенёс в Дуйсбург деятельность своего оркестра, основанного в Дюссельдорфе в 1872 году. Наиболее заметные страницы в историю оркестра были вписаны в начале XX века, когда оркестр под управлением Вальтера Йозефсона дал германскую премьеру Девятой симфонии Антона Брукнера, а в качестве гастролёров им дирижировали Макс Регер и Рихард Штраус.

## Руководители оркестра
- Герман Брандт (1877—1893)
- Юлиус Штайнингер (1893—1899)
- Вальтер Йозефсон (1899—1920)
- Пауль Шайнпфлюг (1920—1928)
- Ойген Йохум (1930—1932)
- Отто Фолькман (1933—1944)
- Георг Людвиг Йохум (1946—1970)
- Вальтер Веллер (1971—1972)
- Мильтиадес Каридис (1975—1981)
- Лоуренс Фостер (1982—1987)
- Александр Лазарев (1988—1993)
- Бруно Вайль (1994—2002)
- Джонатан Дарлингтон (2002—2013)
- Джордано Беллинкампи (с 2013 г.)